# Nowa Wieś (gmina Nowy Duninów)
Nowa Wieś (Nowa Wieś nad Wisłą) – wieś w Polsce położona w województwie mazowieckim, w powiecie płockim, w gminie Nowy Duninów.
W skład sołectwa Karolewo-Nowa Wieś wchodzą wsie Karolewo i Nowa Wieś.
Nazywana jest też Nową Wsią nad Wisłą. Wieś leży na trasie pomiędzy Płockiem, Włocławkiem, a Gostyninem. Innymi, sąsiadującymi wsiami są: Skoki Małe, Skoki Duże (znajdujące się już w województwie kujawsko-pomorskim), a także Karolewo i miasteczko Nowy Duninów.
W latach 1975–1998 miejscowość należała administracyjnie do województwa płockiego.